# 엽병

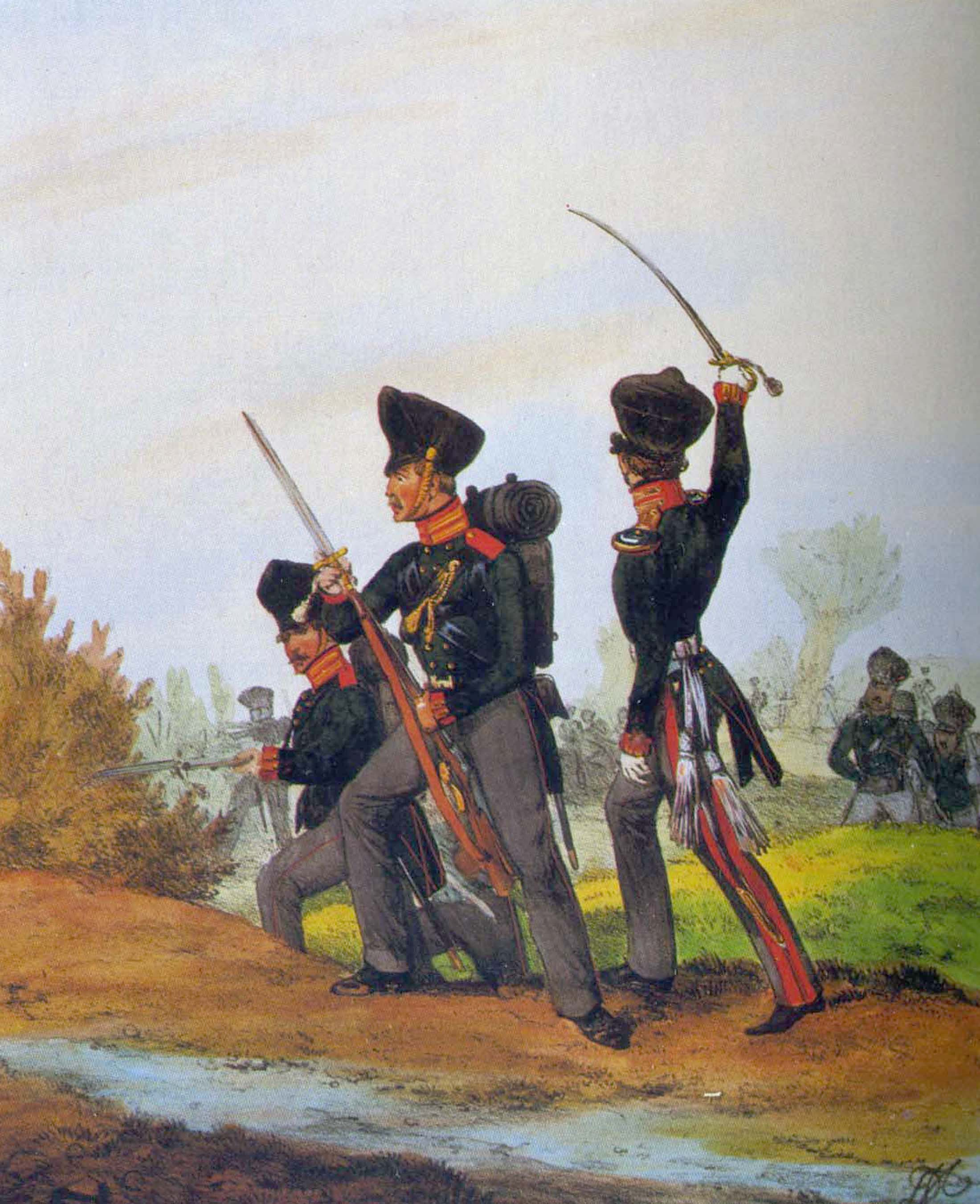

엽병(獵兵; 독일어: Jäger 예거[*])은 독일어에서 사전적인 의미로 사냥꾼을 의미한다. 18세기부터 현재까지 독일어권 국가의 군대의 고유 병과이다.

## 단어에 대해
기본적으로 '사냥꾼'이라는 의미를 가지지만, 제2차 세계 대전 당시 독일군은 대전차자주포를 판처예거(Panzerjäger)나 헌병을 펄트예거(Feldjäger), 전투기나 요격기를 예거로 표기하기도 한다. 18세기에는 ‘엽병’이라는 의미가 강하기 때문에 여기서는 통칭 ‘예거’로 쓴다.

## 18세기
예거는 18세기 중엽에 독일의 사냥꾼과 산림 거주자들을 모아서 만든 병과이다. 대다수가 중산층이며, 귀족에게 속해 있는 사람도 소수 있었다. 이들의 주 임무는 정찰, 수색이며, 대규모 부대의 선봉에 나갔다. 이들은 그들이 가진 무기만으로 위력적인 방어를 했으며, 일반적인 민병대답지 않게 놀라운 충돌력과 기습전을 잘 수행했다. 예거는 숙련된 소총수는 아니지만, 사격술은 매우 정교했다. 일부는 기계조작 기술도 가지고 있었다. 또 예거는 장교들을 중심으로 적을 공격했다. 이들은 정밀한 사격 외에도 엄호 사격에서 있어서도 큰 도움을 주어 참호를 제작하는 공병들을 보호하는 데 큰 공을 세우기도 했다. 예거들은 총 말고도 작고 곧은 사냥칼인 히르슈폔거(Hirschfänger. 사슴잡이)나 짧은 사브르, 언월도를 가지고 다녔다.

## 나폴레옹 시대
나폴레옹 전쟁 기간 동안 예거의 유명세는 더욱더 높아져 갔다. 이 무렵의 예거는 민병대의 성격보다는 나폴레옹이 점령한 독일 지역에서 저항을 목적으로 자본가들에게 고용된 용병의 성격을 가지고 있었다. 비록 용병이긴 했으나 초기에는 전통을 지키기 위해 그들의 장비는 자비로 마련하거나 친구나 이웃으로부터 기부를 받아서 구입하기도 했다. 그러나 일반적으론 공동으로 모여 한꺼번에 마련하기도 했다. 예거의 위력은 강력해서 프랑스군들에게 많은 피해를, 특히 촉망받는 일선 장교들을 많이 제거했다.

## 1차 세계대전 이전
20세기 초, 예거들은 제정 독일과, 오스트리아-헝가리, 스웨덴, 노르웨이 군대에서 복무했다. 가장 유명한 예거들은 독일 예거 연대였는데, 가장 두드러진 특징이라 한다면 암녹색 외투와 독일 보병이 쓰는 샤코스(shakos)였다. 이 연대는 1개의 제국 근위대와 13개 열의 예거 대대, 1개 열의 프러시안, 1개의 맥켈렌부르크와 2개의 작센 부대가 있었다.

## 제2차 세계 대전
제2차 세계 대전 동안 독일은 다양한 경보병부대에 Jaeger라는 이름을 붙여서 조직했다. 가령 남부 유럽의 험한 지형에서 특별한 활동을 하는 경보병 부대의 사단이나, 산악엽병에는 게비르크스예거나 공수부대에는 팔시름예거, 대전차부대나 대전차병기에는 PaznerJager라는 이름을 붙였다.

## 같이 보기
- 팔시름예거
- 산악엽병
- 예거 운동